# Ярлсберг
Я́рлсберг (англ. Jarlsberg, /ˈjɑrlzbərɡ/) — норвежский полутвёрдый сыр, производится из пастеризованного коровьего молока с использованием сычужного фермента, имеет характерный сладковатый пикантный вкус и крупные глазки.

## Описание
Ярлсберг имеет корочку из жёлтого воска и однородного жёлтого цвета на срез. Имеет мягкий, сливочный, пряный, сладковатый вкус. Этот сыр хорош и в приготовлении блюд, и в качестве снэка. Jarlsberg Special Reserve производится в ограниченных количествах. Это старый сыр, возрастом не менее года.

## История
Ярлсберг родственен Эмменталю и другим швейцарским дырчатым сырам. В 1830-е годы швейцарские сыроделы прибыли в Норвегию, чтобы научить норвежских молочников делать их швейцарский классический пикантный, сладкий, дырчатый сыр. Такой сыр стал очень популярен, и несколько лет очень хорошо продавался в Норвегии, но затем почему-то совершенно исчез с рынка. В 1950-е учёные Норвежского сельскохозяйственного университета предприняли попытку восстановить производство сыра. В 1956 году сыр стали продавать в Норвегии, а с 1961 года начался экспорт сыра. Название Ярлсберг напоминает о городе, где его первоначально начали производить.
Ярлсберг — одна из важных статей норвежского экспорта. Сыр достаточно популярен в США (где его в том числе производят по норвежской лицензии) и в Европе.

## Изготовление
Ярлсберг готовят из пастеризованного молока, в которое добавляется сычужный фермент и специальные молочнокислые культуры — пропионовокислые бактерии, которые придают сыру как вкус, так и крупные отверстия, после сквашивания молоко превращается в творог с сывороткой. Творог солится, помещается под пресс в формы для сыра, и оставляется для созревания на время от 1 до 15 месяцев.
Молодой ярлсберг продаётся после выдержки от двух до трёх месяцев, и имеет приятный вкус с лёгкими пикантными нотками лимонной цедры. Более старый ярлсберг имеет более сильный и богатый вкус и продаётся под маркой «Jarlsberg Special Reserve».